# RSI LA 2
RSI LA 2 ist der Name des zweiten öffentlich-rechtlichen Fernsehprogramms der italienischen Schweiz. Es wird von der RSI, einer Unternehmenseinheit der SRG SSR, betrieben. 
Der Sender wurde bis zum 3. Juni 2019 in der italienischsprachigen Schweiz flächendeckend über DVB-T abgestrahlt. Zudem ist das Programm über Kabel und Satellit zu sehen. Bis zum 28. Februar 2009 hiess der Sender TSI 2. 
RSI LA 2 wird seit dem 29. Februar 2012 auch in HD ausgestrahlt.
Das Sendeprogramm besteht vorwiegend aus Sportsendungen, Serien und Filme sowie vereinzelt auch Kindersendungen.
Im März 2015 wurde bekannt, dass RSI LA 2 ab 2020 ausschliesslich via Internet verbreitet werden soll.

## Kritik
Ende 2015 kam RSI LA 2 in die Kritik, da in ihrer RSI-Champions-League-Sendung Stefano Eranio abfällig über den Fußballspieler Antonio Rüdiger äußerte. RSI gab einen Tag später bekannt, dass Eranio gekündigt wurde, da er gegen alle ethischen Regeln des Senders verstoßen habe.

## Historische Logos

Logo bis 2012
Logo des HD-Simulcasts